# Arden Myrin
Arden Myrin est une actrice américaine née le 10 décembre 1973 à Little Compton, Rhode Island (États-Unis).

## Biographie
Arden Myrin est notamment connue comme faisant partie du casting de l'émission MadTV (en) diffusée sur la chaine Fox aux États-Unis depuis 1995.

## Filmographie
- 1996 : The Royale (TV) : Daphne
- 1997 : I Think I Do : Wendy
- 1997 : Harry dans tous ses états (Deconstructing Harry) : Mary (Student)
- 1997 : In and Out (In & Out) : Student
- 1997 - 1999 : Working (Working) (série TV) : Abby Cosgrove (39 épisodes)
- 1998 : Les Imposteurs (The Impostors) : Stewardess with Luggage
- 1999 : 30 Days : Stacey
- 2000 : Ce que veulent les femmes (What Women Want) : Darcy's Assistant
- 2001 : Bubble Boy : Lorraine
- 2002 : Déroute (Highway) : Lucy
- 2002 : Auto Focus : Hippie Girl
- 2002 : Friends : Brenda
- 2003 : Farm Sluts : Larry's Co-worker
- 2003 : Soul Mates : Julie
- 2003 : On the Spot (en) (série TV) : Caramel
- 2003 : Dry Cycle : Sarah
- 2004 : Dr Kinsey (Kinsey) : Emily
- 2004 : Whistlin' Dixie : Bunny LeVine
- 2004 : Un Noël de folie! (Christmas with the Kranks) : Daisy
- 2005 : Heart of the Beholder : Patty
- 2005 : I'm Not Gay : Foreperson
- 2005 : Kitchen Confidential (série télévisée) : Wendy (2 épisodes)
- 2006 : Gilmore Girls (série télévisée) : Claude (1 épisode)
- 2006 : Modern Men (série télévisée) : Marcy (1 épisode)
- 2007 : Evan tout-puissant (Evan Almighty) : Evan's Staffer
- 2008 : The Lucky Ones : Barbara Tilson
- 2009 : True Jackson, VP (série télévisée) : Jenna Lutrell (1 épisode)
- 2005-2009 : Mad TV (série télévisée) : Portia de Rossi / Cindy McCain (76 épisodes)
- 2009 : Royal Pains (série télévisée) : Bonnie Day (1 épisode)
- 2009 : Ruby & the Rockits (série télévisée) : Erica (1 épisode)
- 2009 : Michael & Michael Have Issues (série télévisée) : Female Sketch Player (3 épisodes)
- 2010 : Party Down (série télévisée) : Vanna De Milo (1 épisode)
- 2010 : A Little Help : Ms. Gallagher
- 2010 : The United Monster Talent Agency (court métrage) : Luanne
- 2010 : Morning Glory : Daybreak Producer
- 2011 : Hot in Cleveland (série télévisée) : Jasmine Breeze (1 épisode)
- 2011 : Hung (série télévisée) : Joanie (1 épisode)
- 2012 : Wrong : Gabrielle, la patronne
- 2012 : Bachelorette : Melissa
- 2011-2012 : Suburgatory (série télévisée) : Jocelyn (4 épisodes)
- 2012 : Delocated (série télévisée) : Marlo (1 épisode)
- 2012 : The Pox Show (téléfilm) : Lilith
- 2013 : Wrong Cops : officier Holmes
- 2011-2013 : Psych (série télévisée) : Chelsea (2 épisodes)
- 2013 : Inside Amy Schumer (série télévisée) : Mail Girl (1 épisode)
- 2013 : Orange Is the New Black (série télévisée) : Dr. Brooks (1 épisode)
- 2013 : The Soul Man (série télévisée) : Danielle (1 épisode)
- 2013 : The Caper Kind/Swiss Mistake (court métrage) : Cooper
- 2013 : Sketchy (série télévisée) : la mère (1 épisode)
- 2013 : Key and Peele (série télévisée) : Marcy Whitchurch (1 épisode)
- 2013 : Next Caller (série télévisée) : The Rag (2 épisodes)
- 2013 : Middle Age Rage (téléfilm) : Lois Mickelson
- 2013 : Hole to Hole! (téléfilm) : Amelia Dangerhole
- 2014 : Legit (série télévisée) : Tess (2 épisodes)
- 2014 : Anger Management (série télévisée) : Paula (1 épisode)
- 2014 : Quick Draw (série télévisée) : Belle Starr (2 épisodes)
- 2015 : The Exes (série télévisée) : Stacy (1 épisode)
- 2015 : Fresh Off the Boat (série télévisée) : Ashley Alexander (3 épisodes)
- 2015 : Bones (série télévisée) : Lori Tucker (1 épisode)
- 2015 : K.C. Undercover (série télévisée) : Maggie Summers (1 épisode)
- 2015 : W/ Bob and David (série télévisée) : Tonya (2 épisodes)
- 2015 : 2 Broke Girls (série télévisée) : Jodie (1 épisode)
- 2016 : Hidden America with Jonah Ray (série télévisée) : Anne Acton (1 épisode)
- 2016 : Shameless (série télévisée) : Dollface Dolores (5 épisodes)
- 2016 : Ticket Like a Man (court métrage) : Helen
- 2017 : Still the King (série télévisée) : Kaitlynn (8 épisodes)
- 2018 : Corporate (série télévisée) : Courtney (1 épisode)
- 2018 : Daphné et Véra (Daphne & Velma) : la principale Piper
- 2018 : Grey's Anatomy (série télévisée) : Kirsten (1 épisode)
- 2018 - 2019 : Insatiable (série télévisée) : Regina Sinclair (16 épisodes)
- 2018 : I Hate Kids : Janice Bodicker
- 2018 : Radioflash : Nancy
- 2018 : HeadShop : Shelby
- 2018 : Extracurricular Activities : Connie Dawkins
- 2019 : Satanic Panic de Chelsea Stardust : Gypsy Neumieir
- 2019 : Emmett : Carol Jensen